# Habranthus lacteus
Habranthus lacteus là một loài thực vật có hoa trong họ Amaryllidaceae. Loài này được (S.Moore) Ravenna mô tả khoa học đầu tiên năm 1988.